# Бюэлла
Бюэлла́ (фр. Buellas) — коммуна во Франции, находится в регионе Рона — Альпы. Департамент — Эн. Входит в состав кантона Вирья. Округ коммуны — Бурк-ан-Брес.
Код INSEE коммуны — 01065.

## География
Коммуна расположена приблизительно в 370 км к юго-востоку от Парижа, в 55 км северо-восточнее Лиона, в 8 км к западу от Бурк-ан-Бреса.
По территории коммуны протекают реки Вель и Иранс.

## Население
Население коммуны на 2010 год составляло 1669 человек.
| 1962 | 1968 | 1975 | 1982 | 1990 | 1999 | 2010 |
| ---- | ---- | ---- | ---- | ---- | ---- | ---- |
| 669  | 687  | 792  | 1006 | 1162 | 1288 | 1669 |

## Экономика
В 2010 году среди 1104 человек трудоспособного возраста (15—64 лет) 816 были экономически активными, 288 — неактивными (показатель активности — 73,9 %, в 1999 году было 76,2 %). Из 816 активных жителей работали 775 человек (395 мужчин и 380 женщин), безработных было 41 (26 мужчин и 15 женщин). Среди 288 неактивных 107 человек были учениками или студентами, 140 — пенсионерами, 41 были неактивными по другим причинам.

## Достопримечательности
- Церковь Св. Мартина (XII век). Исторический памятник с 1926 года[3]

## Города-побратимы
- Ковасна (Румыния, с 1990)

## Фотогалерея

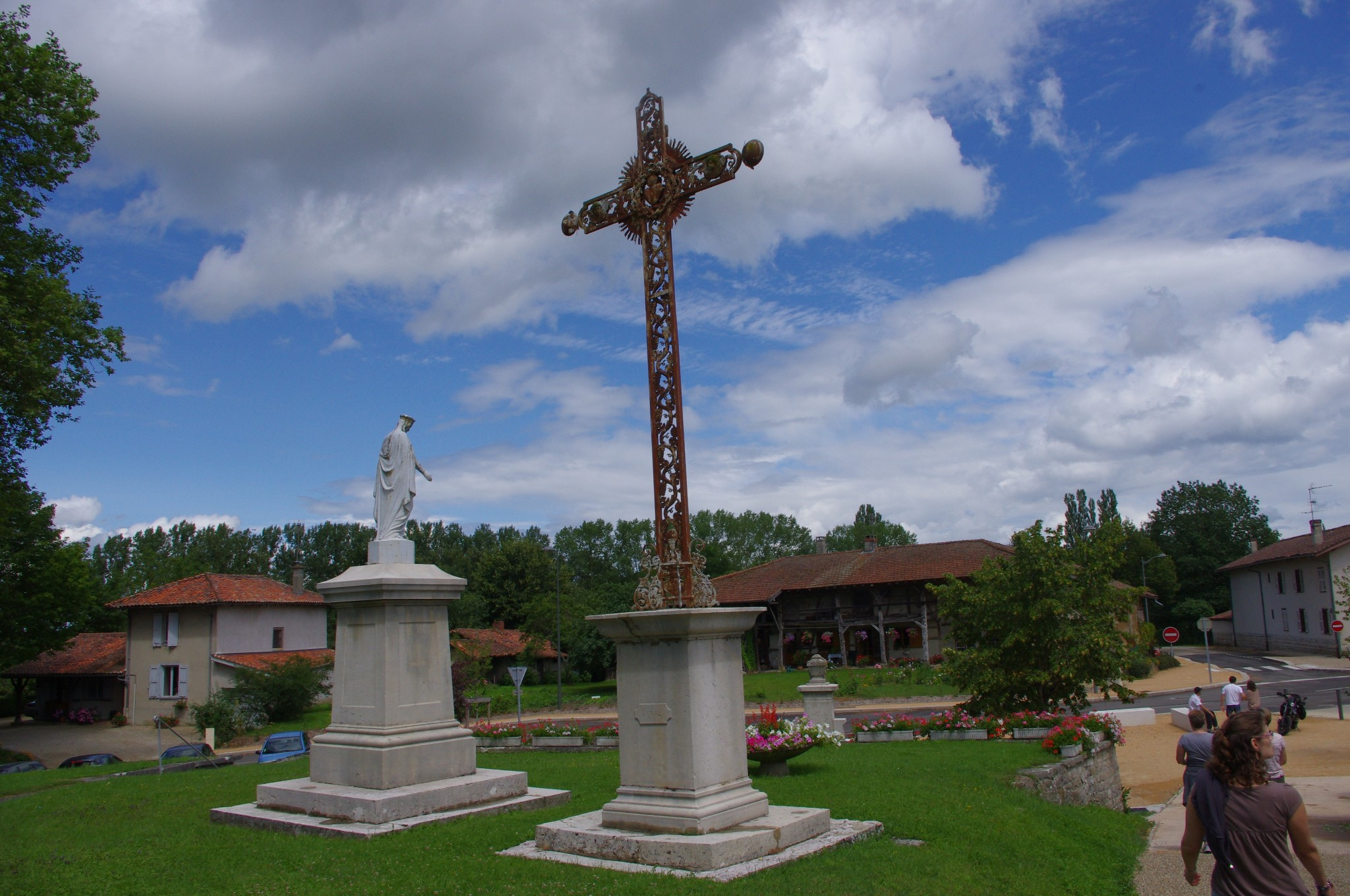
Крест
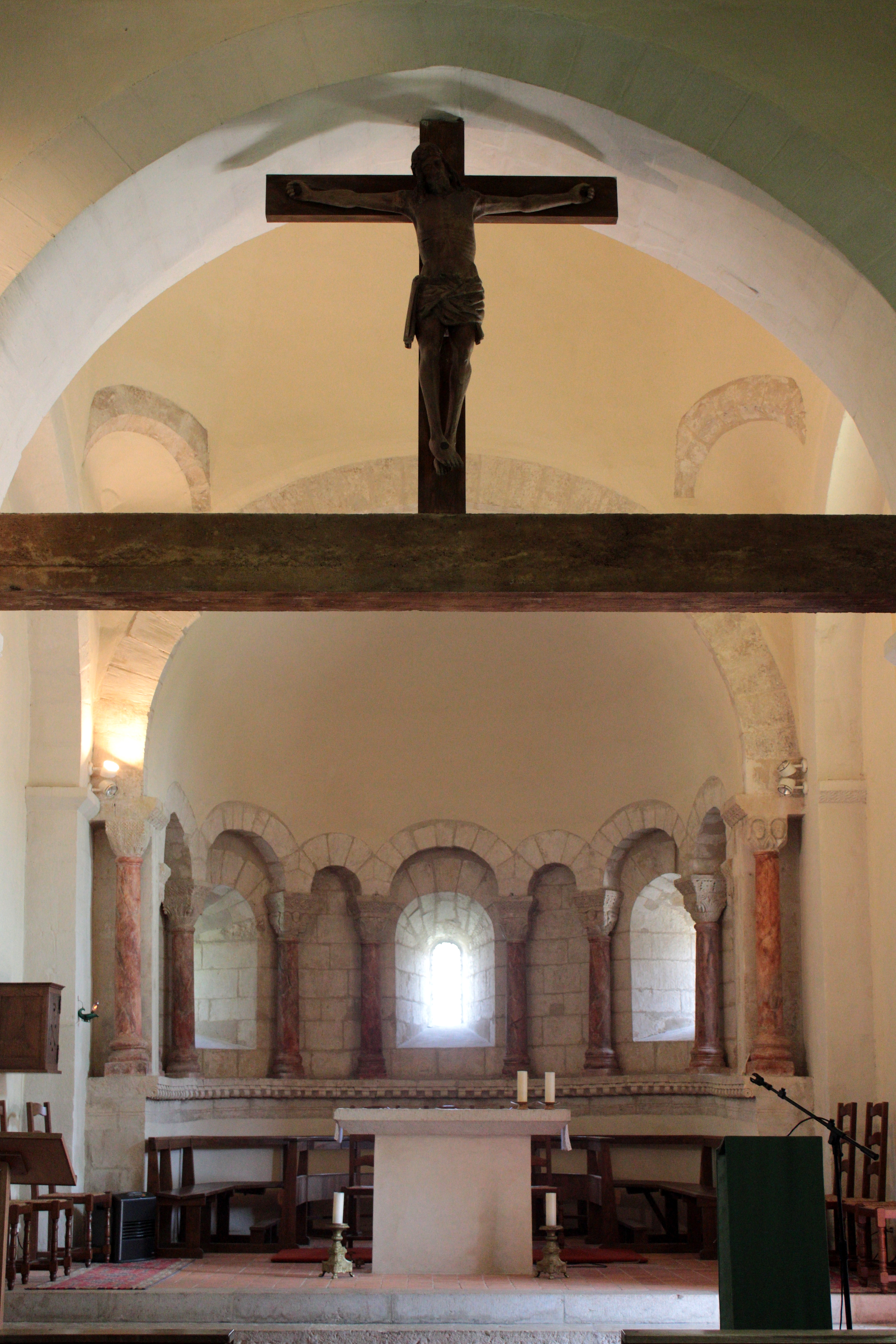
Интерьер церкви Св. Варфоломея
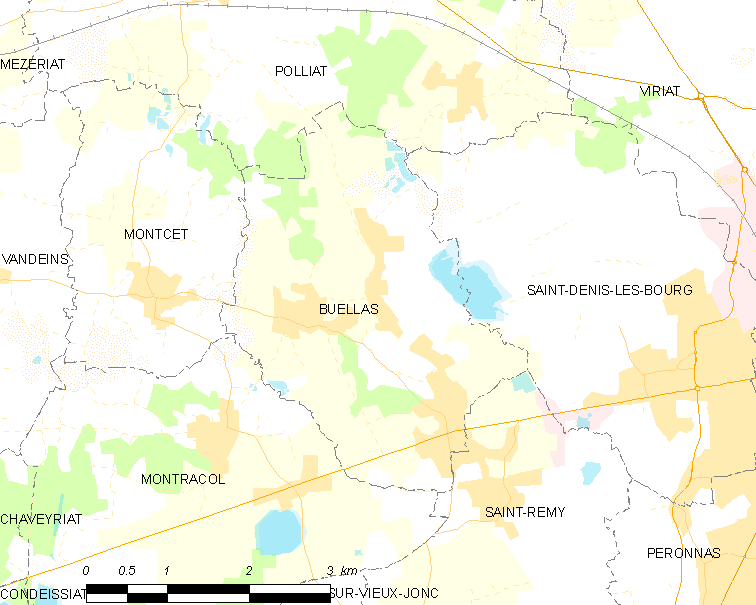
Карта коммуны